# PWA Aero
PWA AERO (Pojazd Wojsk Aeromobilnych AERO) – polski samochód terenowy przeznaczony dla pododdziałów wojsk powietrznodesantowych, przystosowany do zrzutu na spadochronie z pokładu samolotu transportowego. Zbudowany na bazie Toyoty Land Cruiser HZJ 71,74.

## Historia
Inspektorat Uzbrojenia 16 grudnia 2018 r. podpisał umowę na dostawę 55 pojazdów PWA AERO i 105 przyczep PS AERO TR, które są holowane przez samochody. W umowie zawarto opcję na dostawę kolejnych 25 samochodów i 55 przyczep. 15 pierwszych samochodów i tyleż przyczep zostało przekazanych 16 Batalionowi Powietrznodesantowemu z Krakowa w grudniu 2019, zaś w listopadzie tego samego roku Siły Zbrojne odebrały kolejną partię pojazdów. Pojazd produkowany jest przez konsorcjum w składzie:  KAFAR Bartłomiej Sztukiert (lider), HIBNERYT, Auto Podlasie oraz firma Auto Special. W listopadzie 2020 roku potwierdzono skorzystanie z prawa opcji, tym samym zamówiona liczba pojazdów wzrosła do 80 oraz 120 przyczep.

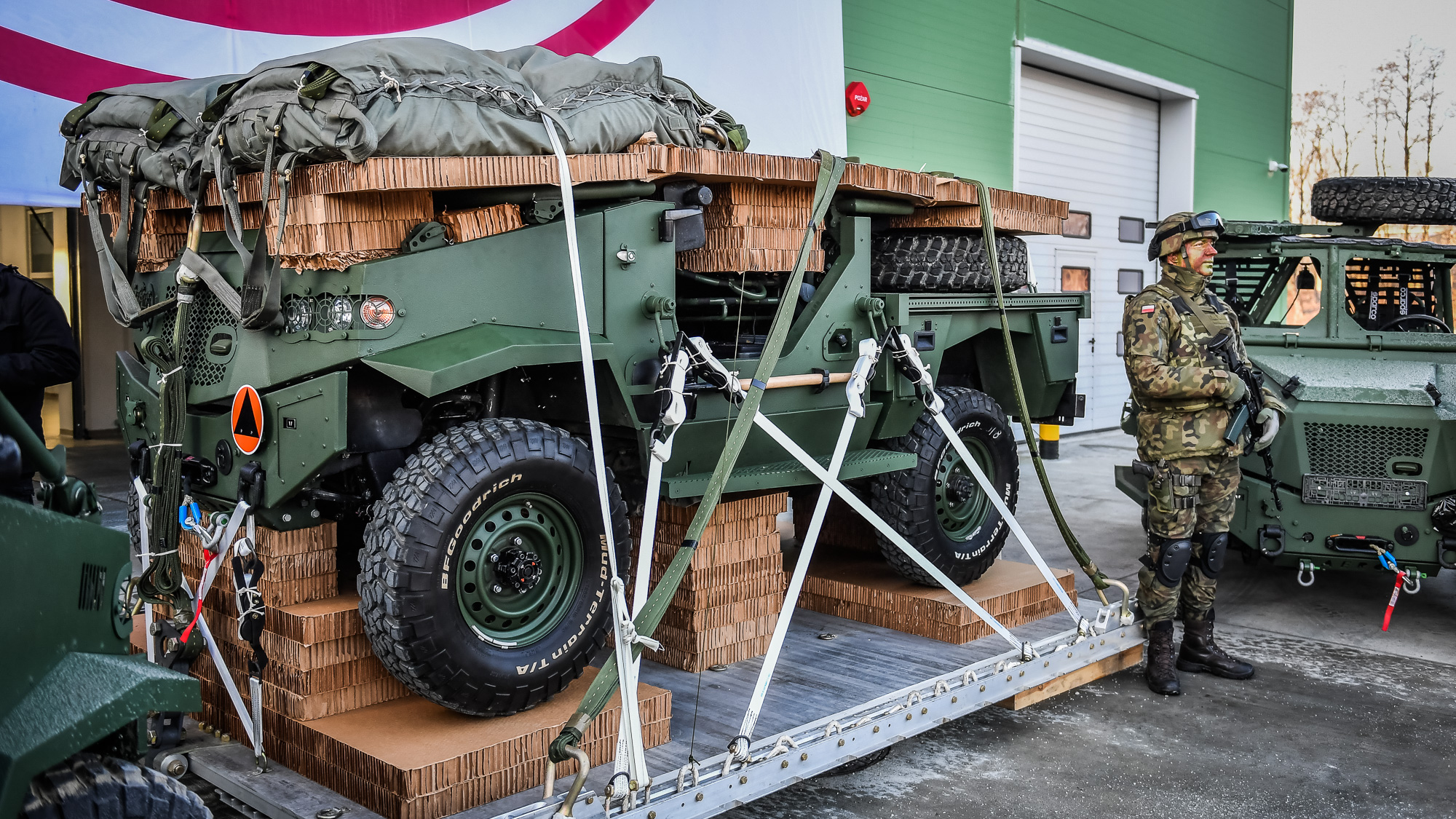
Przekazanie pierwszych sztuk pojazdów do 6. Brygady Powietrznodesantowej

## Konstrukcja
Pojazdy Wojsk Aeromobilnych Aero 4x4, powstały w oparciu o zmodernizowane podwozie samochodu terenowego Toyota Land Cruiser J70 z krótkim rozstawem osi. Pojazdy mają 3,6 m długości i 1,8 t masy własnej, zaś dopuszczalna masa całkowita wynosi 3,5 tony. Napędza je wolnossący silnik wysokoprężny serii KZ o pojemności 4,2 l i mocy 131 KM (96 kW), współpracujący z 5-biegową skrzynią manualną. Zapewnia to prędkość maksymalną do 100 km/h na utwardzonej drodze. Ładowność wynosi 1,2 t. Pojazd wyposażono w dwie wyciągarki elektryczne o uciągu 3,5 i 2 t. AERO może holować specjalnie zaprojektowane przyczepy PS AERO TR po dwie przyczepy lub przyczepa i lekki środek artyleryjski. AERO przystosowany jest do zrzutu z pokładu samolotów transportowych Lockheed C-130E Hercules oraz CASA C-295M.